# St Aldate's, Oxford

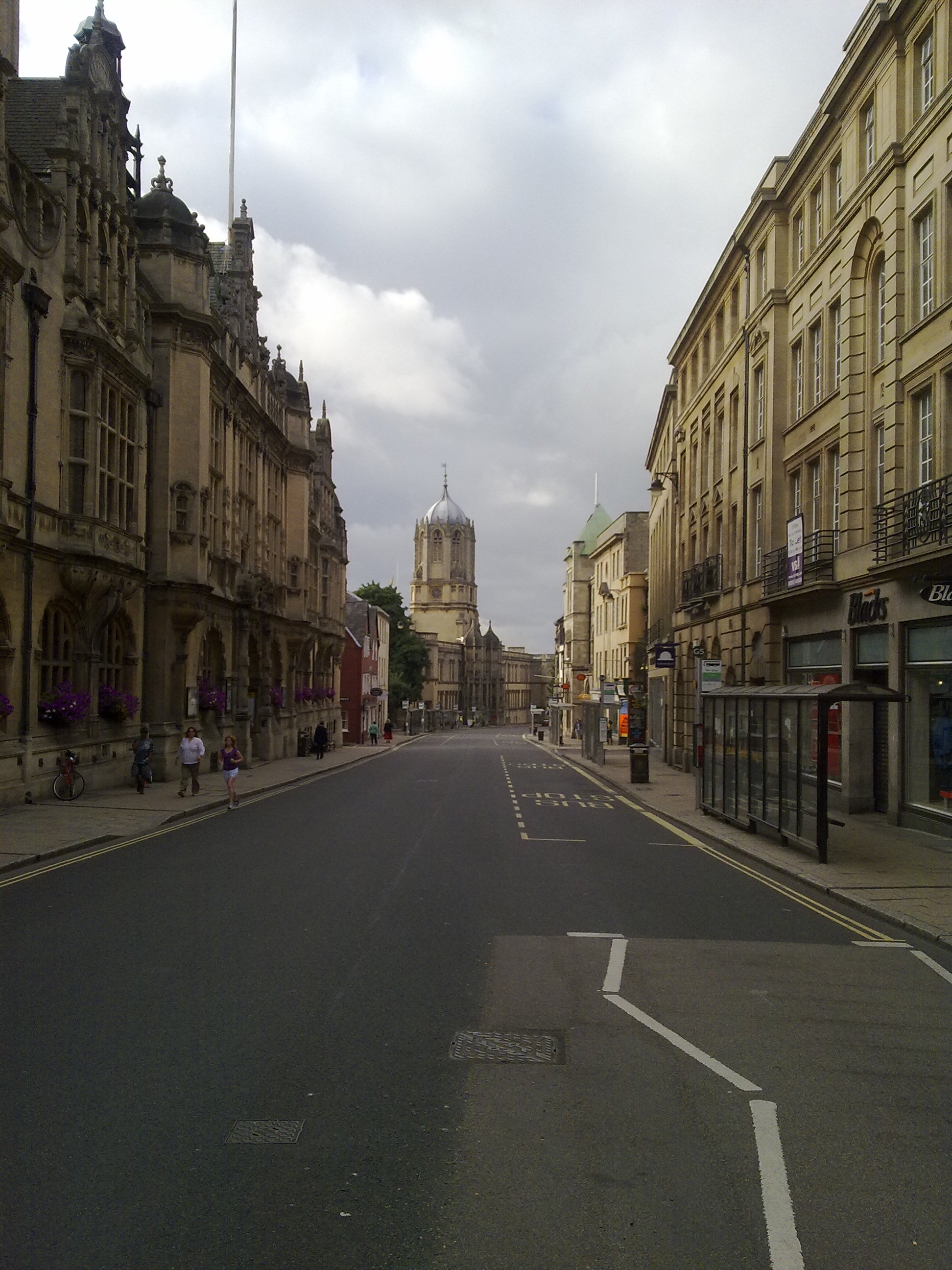
St Aldate's, vy från Carfax söderut mot Christ Church med Tom Tower. Till vänster Oxfords stadshus.

St Aldate's är en huvudgata i södra delen av Oxfords historiska innerstad i England. Gatan utgör den södra infartsvägen till innerstaden och sträcker sig från stadens centrum vid Carfax till Folly Bridge över floden Themsen (lokalt kallad Isis), där gatan övergår i landsvägen Abingdon Road i riktning mot Abingdon-on-Thames söderut. Gatan var tidigare känd som Fish Street. Den är längs större delen av sin sträckning del av den nationella landsvägen A420.
Längs gatan ligger flera av Oxfords historiska byggnader och minnesmärken, från norr till söder: vid gatans norra ände Oxfords mittpunkt Carfax och korsningen med High Street, Oxfords stadshus med stadsmuseet, Christ Churchs huvudingång på östra sidan med klocktornet Tom Tower och Pembroke College på västra sidan. Vid Pembroke College ligger även S:t Aldates kyrka, som givit gatan dess namn. 
Mitt emot Christ Church ligger Alice's Shop, den viktorianska butikslokal vars miljö inspirerade universitetsläraren och författaren Lewis Carroll till ett avsnitt ur Alice i Spegellandet.
Söder om Christ Church ligger Christ Church Meadows, collegets omfattande ängsmarker vid flodstranden. Längs gatans östra sida ligger universitetets musikaliska fakultet och Oxfords polisstation, känd från TV-serien om den fiktive Kommissarie Morse. Mitt emot polisstationen ligger Oxfords domstolsbyggnad. Längst i söder ligger Folly Bridge över Themsen, där gatan övergår i den stora landsvägen söderut.